# Dora Quillinan
Dorothy o Dora Wordsworth, de casada Dora Quillinan (1804 - monte Rydal, 1847), escritora y dibujante británica, hija del poeta William Wordsworth y segunda esposa del también poeta Edward Quillinan. 
Se casó con Edward Quillinan en 1841. Escribió un libro de viajes, Journal of a Few Months’ Residence in Portugal, and Glimpses of the South of Spain (1847). Realizó este viajes buscando mejores aires para su quebrantada salud. Pasó la mayor parte de este viaje en Lisboa entre 1845 y 1846. Visitó también las costas de España, más concretamente mediterráneas (Cádiz, Sevilla, Cádiz, Gibraltar, Málaga, Loja, Granada, Loja, Málaga, Cartagena, Alicante, Valencia y Barcelona). Dedica todo su tiempo libre a tomar el sol y a dibujar monumentos, hecho que suscitó no poca desconfianza entre la población y las fuerzas de seguridad, pues creen que bajo su disfraz de inocente visitante enferma puede ocultarse una espía (1847, II: 215). Murió de tuberculosis poco después de volver a Gran Bretaña.
- Datos: Q5297449